# 赫尔曼·卡尔松
赫尔曼·卡尔松（瑞典語：Herman Carlsson，1906年9月11日—1990年2月18日），瑞典男子冰球运动员，场上位置是守门员。他曾代表瑞典国家队参加1936年冬季奥林匹克运动会冰球比赛，获得第5名。